# Phú Thanh, huyện Tân Phú
Phú Thanh là một xã thuộc huyện Tân Phú, tỉnh Đồng Nai, Việt Nam.
Xã có diện tích 28,18 km², dân số năm 1999 là 12578 người, mật độ dân số đạt 446 người/km².

## Hành chính
Xã Phú Thanh được chia thành 5 ấp: Bàu Mây, Ngọc Lâm 1, Ngọc Lâm 2, Thọ Lâm 1, Thọ Lâm 2.

## Lịch sử
Trước năm 2016, xã Phú Thanh được chia thành 9 ấp: Bàu Mây, Giang Điền, Ngọc Lâm 1, Ngọc Lâm 2, Ngọc Lâm 3, Thanh Thọ, Thọ Lâm 1, Thọ Lâm 2, Thọ Lâm 3.
Ngày 11 tháng 8 năm 2017, Uỷ ban Nhân dân tỉnh Đồng Nai ban hành Quyết định 2817/QĐ-UBND, trong đó:
- Thành lập ấp Thọ Lâm 1 trên cơ sở ấp Thanh Thọ, ấp Thọ Lâm 1 và một phần ấp Thọ Lâm 2.
- Thành lập ấp Thọ Lâm 2 trên cơ sở ấp Thọ Lâm 3 và phần còn lại của Thọ Lâm 2.
- Thành lập ấp Ngọc Lâm 1 trên cơ sở ấp Ngọc Lâm 1, ấp Ngọc Lâm 2 và một phần ấp Ngọc Lâm 3.
- Thành lập ấp Ngọc Lâm 2 trên cơ sở phần còn lại của ấp Ngọc Lâm 3.
- Thành lập ấp Bàu Mây trên cơ sở ấp Giang Điền và ấp Bàu Mây.